# Josia angulosa
Josia angulosa är en fjärilsart som beskrevs av Walker 1854. Josia angulosa ingår i släktet Josia och familjen tandspinnare. Inga underarter finns listade i Catalogue of Life.